# ماري هاريس تومسون
ماري هاريس تومسون (بالإنجليزية: Mary Harris Thompson)‏ هي جَرّاحة أمريكية، ولدت في 1829، وتوفيت في 1895 في شيكاغو في الولايات المتحدة.